# サングレ・チカナ
アンドレス・デュラン・レジェス（Andrés Durán Reyes、1951年11月30日 - ）は、メキシコのプロレスラーである。メキシココアウイラ州の出身。サングレ・チカナ（Sangre Chicana）のリングネームで知られる。

## 来歴
1973年7月、レムス（Lemus）のリングネームのマスクマンでデビュー。翌年の1974年にカネックにコントラ・マッチで敗れ、サングレ・チカナ（Sangre Chicana）という血の意味のあるサングレに因んで赤を基調としたマスクマンで登場。1977年にはエル・コバルデ、フィッシュマンと三つ巴のコントラ・マッチの敗れ再び素顔になる。
素顔になってからはEMLL（現在のCMLL）にてシングルのベルトを多数奪取。1982年からはNWAインターナショナル・ジュニアヘビー級王座を巡って大仁田厚と抗争を繰り広げる。一時UWA（ユニバーサル・レスリング・アソシエーション）を経て再びCMLL、1990年代にはAAAを主戦場とした。
現在は実子のサングレ・チカナ・ジュニアとインディーマットを転戦している。

## 得意技
- リチャードソン・スペシャル（顔へのパンチ攻撃）

## 獲得タイトル
AAA
- AAAアメリカスヘビー級王座
- メキシコナショナルライトヘビー級王座

EMLL（CMLL）
- CMLL世界トリオ王座
- メキシコナショナルミドル級王座
- メキシコナショナルタッグ王座
- NWAインターナショナル・ジュニアヘビー級王座
- NWA世界ミドル級王座

UWA
- UWA世界ライトヘビー級王座
- WWFライトヘビー級王座